# Christoph Wonneberger

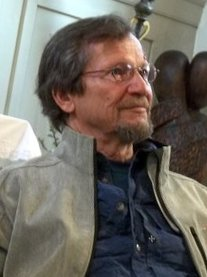
Christoph Wonneberger (2014)

Christoph Wonneberger (* 5. März 1944 in Wiesa im Erzgebirge) ist ein evangelisch-lutherischer Pfarrer im Ruhestand. Er war von 1977 bis 1984 Pfarrer der Weinbergskirchgemeinde in Dresden, ab 1985 der Lukaskirchgemeinde in Leipzig. Er betreute Kriegsdienstverweigerer, forderte die Einführung eines sozialen Friedensdienstes, initiierte Friedensgebete. Wonneberger gehörte ab 1986 zur Arbeitsgruppe Menschenrechte und koordinierte von 1986 bis Ende Oktober 1989 die montäglichen „Friedensgebete“ in der Leipziger Nikolaikirche. Aus diesen entwickelten sich die Montagsdemonstrationen und die Friedliche Revolution im Herbst 1989.

## Leben
Christoph Wonneberger entstammt als Sohn von Erhard Wonneberger einer sächsischen Pfarrersfamilie. Er erwarb 1965 den Facharbeiterabschluss als Maschinenschlosser. Während seines Theologiestudiums an der kirchlichen Hochschule sowie an der staatlichen Universität in Rostock unterschrieb er unter Druck kurzzeitig als IM, distanzierte sich jedoch schriftlich sofort nach dem Gerichtsverfahren. Er hatte 1967 als Jugendstreich eine Jugendclubantenne abgeschraubt. Es liegt kein Bericht vor. 1973 in Leipzig ordiniert, wirkte er bis 1977 als Pfarrer in Leipzig-Möckern und Taucha.

### 1977–1984: Dresden
Von 1977 bis 1984 war er Pfarrer der Dresdner Weinbergskirchgemeinde. Hier widmete er sich u. a. der Beratung von Wehrdienstverweigerern. Als die DDR-Staatsführung Anfang der 1980er Jahre die Militarisierung der Gesellschaft verschärfte, gründete er innerhalb der nichtstaatlichen kirchlichen Friedensbewegung 1980 die Initiative für einen Sozialen Friedensdienst (SoFd), eine landesweite Initiative gegen den Wehrdienst. Seinen gesellschaftspolitischen Aktivitäten folgten zahlreiche Disziplinierungsversuche staatlicher Stellen durch offizielle und inoffizielle Einflussnahmen auf die sächsische Kirchenleitung. 1981 wurde er vom DDR-Geheimdienst Stasi als „feindlich-negative Person“ erfasst. Es wurde gegen ihn der Operative Vorgang OV „Provokateur“ eröffnet.
1982 schlug Wonneberger im Rahmen der SoFd-Initiative vor, regelmäßige Friedensgebete in verschiedenen Kirchen der DDR durchzuführen, um einen festen Ort des gewaltfreien Widerstands zu entwickeln und damit langfristig eine Anlaufstelle für oppositionelle Kräfte zu etablieren. Sein Vorschlag führte auch dazu, dass eine Gruppe von Wehrdienstgegnern ab September 1982 in der Leipziger Nikolaikirche Friedensgebete durchführte, deren Koordination Wonneberger später übernahm. Inspiriert wurde er dabei von den Politischen Nachtgebeten, die unter dem Eindruck des Vietnamkrieges 1968 in Köln abgehalten wurden. Sie dienten ihm als Vorbild für die Montags-Friedensgebete.

### Ab 1985: Leipzig
1985 wurde er Pfarrer der evangelischen Lukasgemeinde in Leipzigs Stadtteil Volkmarsdorf. Die Gründung der oppositionellen Arbeitsgruppe Menschenrechte brachte ihn seit Anfang 1987 in weitere schwere Konflikte mit staatlichen und kirchlichen Stellen. Diese wurden von der Staatssicherheit als „operative Zersetzungsmaßnahmen“ im OV „Provokateur“, 1985 im OV „Julius“ und ab 1986 im OV „Lukas“ durch politisch-operatives Zusammenwirken präzise geplant.
Ab 1986 koordinierte Wonneberger die wöchentlichen Friedensgebete in der Leipziger Nikolaikirche im Auftrag des Superintendenten des Kirchenbezirkes Leipzig-Ost. Damit ermöglichte Wonneberger den oppositionellen Gruppierungen in Leipzig – u. a. Arbeitsgruppe Menschenrechte, Arbeitskreis Gerechtigkeit, Arbeitsgruppe Umweltschutz, Initiativgruppe Leben, Frauen für den Frieden – einander abwechselnd Andachten zu gestalten und ihre politischen Inhalte zu vertreten. Des Weiteren ermöglichte er Auftritte oppositioneller Liedermacher der Leipziger Liederszene als offene Liederbühne in seiner Kirche.
Im September 1988 wurde Wonneberger von Superintendent Friedrich Magirius als Koordinator der Friedensgebete an der Leipziger Nikolaikirche abgesetzt. nachdem er eine Kollekte zugunsten Jürgen Tallig durchgeführt hatte. Tallig hatte Losungen für mehr Demokratie an einem Fußgängertunnel angebracht und war dafür zu einer Geldstrafe verurteilt worden, die durch die Kollekte finanziert werden sollte.
Magirius schrieb dazu: „Lieber Bruder Wonneberger […] dass Sie sich selbst durch Ihre Handlungsweise Ihrer Kompetenz für die Funktion der Koordinierung begeben [sic] haben. Wir haben unterdessen eine neue Gestaltung der Friedensgebete für die nächsten Wochen vorbereitet. Meinerseits stelle ich noch einmal fest, dass Sie damit von Ihrer bisherigen Aufgabe entbunden sind. [...]“
Erst nach zwei Monaten intensiver Protestaktionen konnten Wonneberger und die organisierte Leipziger Opposition – wie die Arbeitsgruppe Menschenrechte, der Arbeitskreis Gerechtigkeit, die Initiativgruppe Leben, die Arbeitsgruppe Umweltschutz, die Leipziger Gruppe der Frauen für den Frieden – einen Kompromiss erreichen, der diesen Gruppen die Gestaltung der Friedensgebete unter der Leitung und Verantwortung eines Pfarrers ermöglichte. Die Gruppen wurden dann neben Wonneberger von den evangelischen Pfarrern Klaus Kaden und Rolf-Michael Turek sowie dem katholischen Priester Hans-Friedrich Fischer unterstützt.
In einem Bericht vom 1. Juni 1989 wird Christoph Wonneberger vom Ministerium für Staatssicherheit der DDR zum „harten Kern“ seiner Gegner gezählt:

„Etwa 600 Personen sind den Führungsgremien zuzuordnen, während den sogen. harten Kern eine relativ kleine Zahl fanatischer, von sogen. Sendungsbewußtsein, persönlichem Geltungsdrang und politischer Profilierungssucht getriebener, vielfach unbelehrbarer Feinde des Sozialismus bildet. Dieser Kategorie zuzuordnen sind ca. 60 Personen, u. a. die Pfarrer EPPELMANN, TSCHICHE und WONNEBERGER sowie Gerd und Ulrike POPPE, Bärbel BOHLEY und Werner FISCHER; die Personen RÜDDENKLAU, SCHULT, Dr. KLEIN und LIETZ. Sie sind die maßgeblichen Inspiratoren/Organisatoren politischer Untergrundtätigkeit und bestimmen mit ihren Verbindungen im Inland, in das westliche Ausland und zu antisozialistischen Kräften in anderen sozialistischen Staaten die konkreten Inhalte der Feindtätigkeit personeller Zusammenschlüsse und deren überregionalen Aktionsradius.“

Im Juli 1989 organisierte Christoph Wonneberger gemeinsam mit den Leipziger Oppositionsgruppen den „statt-Kirchentag“ in der Lukaskirchgemeinde, nachdem die Gruppen durch die Kirchenleitung von der Mitgestaltung des Evangelischen Kirchentages in Leipzig ausgeschlossen worden waren.

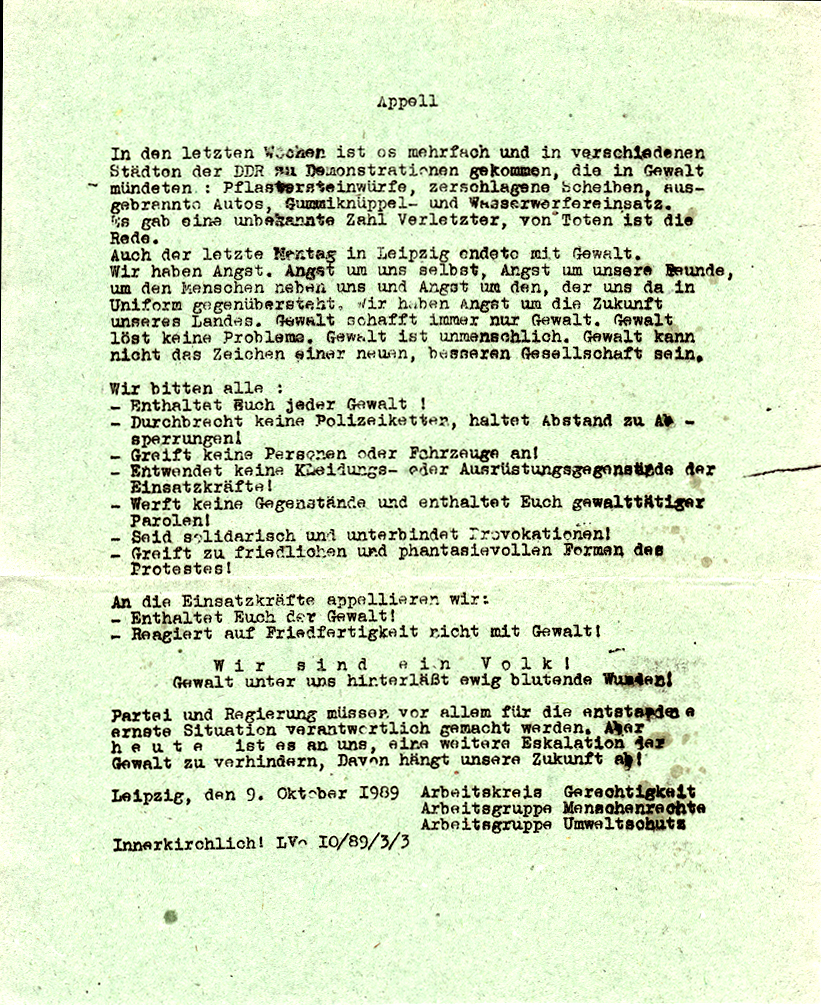
Appell zur Gewaltlosigkeit vom 9. Oktober 1989

Unter seiner Leitung konnten die Arbeitsgruppe Menschenrechte und der Arbeitskreis Gerechtigkeit im Pfarrhaus der Lukaskirche in der Leipziger Juliusstraße ab 1988 ein oppositionelles Zentrum aufbauen. Durch Unterstützung aus der Bundesrepublik konnten Bücher und Vervielfältigungsgeräte illegal ins Land gebracht werden. Hier wurden zahlreiche Samisdat und Flugblätter geschrieben und vervielfältigt. Dazu zählt auch der berühmte Appell zur Gewaltlosigkeit vom 9. Oktober 1989, der bereits den hervorgehobenen Satz „Wir sind ein Volk“ enthält (womit jedoch das Volk der DDR – einschließlich der staatlichen Organe und der Demonstranten – und noch nicht die deutsche Wiedervereinigung gemeint war). Er wurde von der Arbeitsgruppe Menschenrechte, dem Arbeitskreis Gerechtigkeit und die Arbeitsgruppe Umweltschutz unterzeichnet. Der Text forderte die staatlichen „Einsatzkräfte“ und die Leipziger Bevölkerung auf, sich aller Gewalt zu enthalten. Das Flugblatt wurde am 8. und 9. Oktober von Christoph Wonneberger, Thomas Rudolph, Frank Richter und Kathrin Walther in einer Auflage von mindestens 25.000 Stück gedruckt und von den Mitgliedern der Gruppen ab Mittag in Leipzig verteilt und in den Kirchen der Innenstadt zum Montagsgebet verlesen.
Christoph Wonneberger gestaltete politische Inhalte der Friedensgebete in der Leipziger Nikolaikirche mit. Im September und Oktober 1989 unterhielt er mit der Arbeitsgruppe Menschenrechte und dem Arbeitskreis Gerechtigkeit in der Lukaskirchgemeinde ein „Demo-Telefon“ und informierte jeden Montag im Anschluss an die Montagsgebete die westlichen Journalisten über die Ereignisse in Leipzig. Damit stellte er sicher, dass eine breite Öffentlichkeit von den Verhaftungen in Leipzig, den stetig wachsenden Menschenansammlungen bis hin zu den Demonstrationen erfahren konnte.
Durch das sorgsam aufgebaute Netzwerk der Arbeitsgruppe Menschenrechte und des Arbeitskreises Gerechtigkeit wurde Siegbert Schefke und Aram Radomski von der Berliner Umwelt-Bibliothek das Filmen vom Turm der Reformierten Kirche ermöglicht, wodurch die Bilder der Demonstration vom 9. Oktober an die westliche Presse gelangten. Am selben Abend gab Christoph Wonneberger in einer Live-Schaltung ein Interview in den Tagesthemen der ARD und berichtete der Weltöffentlichkeit von der friedlichen Demonstration in Leipzig mit ca. 70.000 Teilnehmern.

### Zäsur während der Friedlichen Revolution 1989 und Wirken seit der Genesung
Ein schwerer Schlaganfall am 30. Oktober 1989 nahm Wonneberger die Fähigkeit zu sprechen und machte ihn zum „Pfarrer ohne Worte“. Den Mauerfall am 9. November 1989 erlebt er auf der Intensivstation. Heilung, medizinische Rehabilitation und Wiedererlangung der Sprachfähigkeit dauerten viele Jahre. 1991 wurde Wonneberger offiziell und gegen seinen Willen in den Ruhestand versetzt. Er trat erst ab 2009 wieder politisch in Erscheinung.
Zum internationalen Symposium „2015 Peace Korea“ hielt er am 27. März 2015 in Seoul (Südkorea) einen Vortrag.
Sein Vorschlag zu einer Radfahrt entlang der Demilitarisierten Zone (DMZ), d. h. entlang der Grenze zwischen Nordkorea und Südkorea, wurde von den koreanischen Partnern aufgenommen und umgesetzt. So konnte er im Oktober 2015 an der deutschen Delegation ehemaliger DDR-Bürgerrechtler zur International bikeathon along DMZ in Korea im Rahmen des Nationalen Kultur-Festivals für die friedliche Vereinigung Koreas teilnehmen. Wolfgang Templin sagte in seiner Rede zur Demokratie in der Nikolaikirche am 9. Oktober 2015, es sei „ein wunderbares Symbol, wenn in diesen Tagen Christoph Wonneberger, Gisela Kallenbach, Oliver Kloss und andere Leipziger ehemalige Oppositionelle an einer Fahrradtour entlang der Nord- und Südkoreanischen Teilungsgrenze teilnehmen.“
Wonneberger nahm während der COVID-19-Pandemie an Demonstrationen gegen die Maßnahmen zur Pandemiebekämpfung und gegen Impfung teil.

### Privates
Christoph Wonneberger lebt getrennt von seiner Ehefrau Ute Wonneberger. Das Paar, das sich in Wonnebergers Dresdner Zeit kennengelernt hatte, bekam in Leipzig 1987 einen Sohn und 1989 eine Tochter.

## Ehrungen (Auswahl)

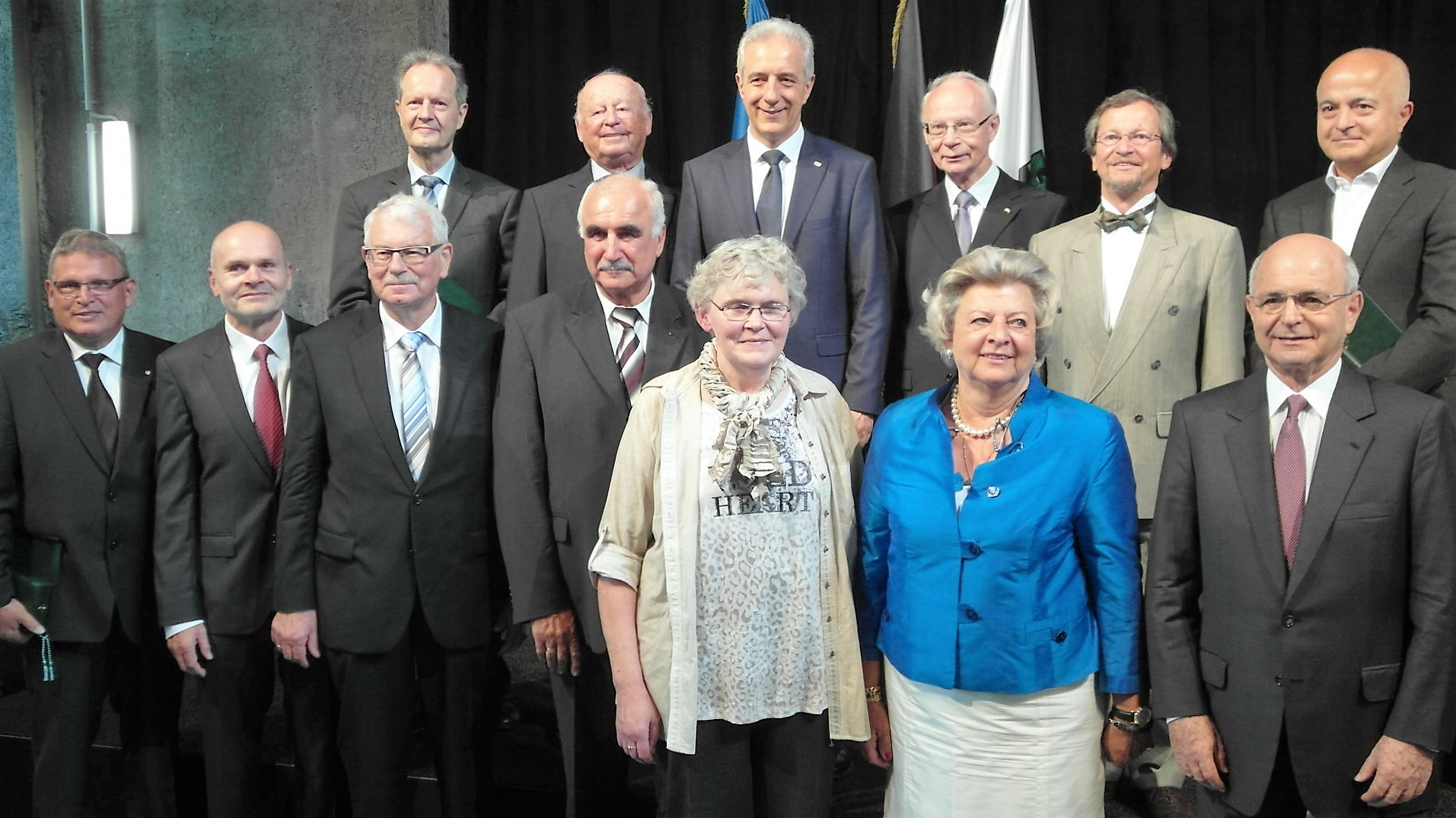
Verleihung des Sächsischen Verdienstordens 2015 durch Ministerpräsident Stanislaw Tillich: Christoph Wonneberger, 2. Reihe, 2. von rechts

- 1995: Verdienstkreuz 1. Klasse des Verdienstordens der Bundesrepublik für gesellschaftlichen Einsatz.
- 2009: Bambi für „Stille Helden“[21]
- 2014: Dankbarkeits-Medaille des Europäischen Solidarność-Zentrums Gdańsk zum 30. Jahrestag von Solidarność in Leipzig am 7. April[22]
- 2014: Deutscher Nationalpreis, zusammen mit Christian Führer und Uwe Schwabe, als Repräsentanten der Leipziger Montagsdemonstrationen zur Erinnerung an die friedliche Revolution in der DDR und den Fall der Mauer vor 25 Jahren[23]
- 2014: Preis für die Freiheit und Zukunft der Medien der Medienstiftung der Sparkasse Leipzig.[24]
- 2014: Preis für Verdienste um die deutsche und europäische Verständigung der Deutschen Gesellschaft e.V. am 7. November.
- 2015: Doctor honoris causa der Theologie der Youngnam Theologischen Universität in Daegu/Taegu (Republik Korea) im April[25]
- 2015: Sächsischer Verdienstorden[26]
- 2015: Ludwig-Beck-Preis für Zivilcourage der Landeshauptstadt Wiesbaden[27]

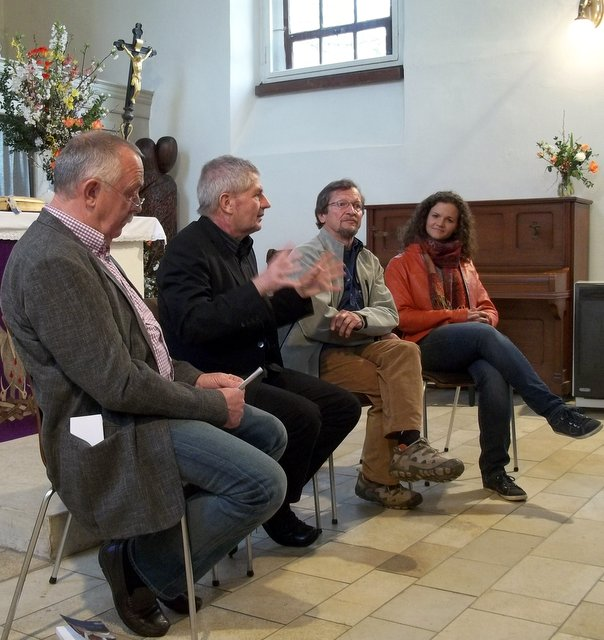
Buchpräsentation und Podiumsgespräch in der Kirche Panitzsch am 30. März 2014: Buch-Autor Thomas Mayer, Roland Jahn, Christoph Wonneberger und Moderatorin Heide Binder (v. l.)

- 2022: Scheidegger Friedenspreis[28]

## Fernseh- und Radio-Dokumentation
- Christoph Wonneberger im Interview mit Hanns Joachim Friedrichs in den tagesthemen vom 9. Oktober 1989.
- Christoph Wonneberger im Interview im Radio ZUSA 2011.
- Pfarrer. Spitzel. Bürgerrechtler: Kirche in der DDR, ein Film von Angelika Schmidt-Biesalski im Auftrage des ZDF 2016.
- Christoph Wonneberger in Feierabend von Fritz Kalteis und Barbara Krenn im ORF 2019.
- Ein Land wird abgewickelt. Vierteilige Radiodokumentation von Gabriele Knetsch, Teil 1 mit Oliver Kloss, Rainer Müller, Frank Richter und Christoph Wonneberger, BR, Ausstrahlung am 4. September 2020.